# Џејмс Бејкер
Џејмс Бејкер (енгл. James Addison Baker; Хјустон, 28. април 1930) је амерички адвокат и политичар.
Био је шеф кабинета Бијеле куће, секретар Трезора Сједињених Америчких Држава као и амерички државни секретар за вријеме предсједника Џорџа Буша старијег.

## Образовање и каријера
Рођен у Хјустону, Тексас 28. априла 1930. године. Бејкер је похађао припремну школу у Пенсилванији и 1952. године дипломирао на Принстон универзитету. Након двогодишње активне ротације у америчком маринском корпусу од 1952. до 1954. године, Бејкер је дипломирао право на Универзитету Тексас у Аустину 1957. године.
Захваљујући својој првој супрузи, Бејкер се укључио у Републиканску странку и започео дугу политичку везу са Џорџом Бушом старијим. Бејкер је предсједао Бушовом неуспјешном кампањом за Сенат 1970. године. Након тога, 1971. године је постао шеф финансија Републиканске странке и одиграо је значајну регионалну улогу у реизбору предсједника Никсона. За време Фордове администрације именован је под-министром трговине.
Бејкер је такође управљао изборном кампањом предсједника Џералда Форда 1976. године.
Године 1981. након кратког мандата шефа кампање за предсједника Џорџа Буша старијег у изборима за републиканског председничког кандидата, Бејкер је именован за шефа кабинета Беле куће, у мандату предсједника Роналда Регана.
Током друге Реганове администрације, Бејкер је истовремено био и секретар трезора и председник Председничког економског савета. Бејкер је био државни секретар у кабинету Џорџа Буша старијег од 22. јануара 1989. до 23. августа 1992. године, када је именован за вишег савјетника и шефа кабинета Бијеле куће.
Бејкер је и даље активан у унутрашњној и спољној политици САД.

## Бејкерова улога у распаду СФРЈ
Четири дана прије него што ће Хрватска и Словенија прогласити независност, 21. јуна 1991. године државни секретар САД Бејкер дошао је у посјету Југославији, у последњем, очигледно закаснелом, напору за спрјечавање насиља.
По доласку у Београд, Бејкер је добио увјерљиву информацију о пријетњама атентата на њега. Одмах се одвезао до Палате федерације, гдје је провео пуних десет сати у разговорима са југословенским и републичким лидерима. Одржао је посебне састанке са свим републичким представницима, укупно девет сусрета. О мршавим резултатима разговора, обавјестио је Анту Марковића и поновио упозорења око прибјегавања сили.
Бејкер је схватио да се његов покушај посредовања у име САД и чланица ОЕБС-а како би се национални лидери "привели разуму" завршио тоталним фијаском: "То је био депримирајући дан, један од највише фрустрирајућих које сам имао као државни секретар. Не знам да сам икада био у ситуацији у којој се моји саговорници тако потпуно одбацили сопствени интерес и логику. Ови људи су срљали право у грађански рат, па ипак изгледа да ништа није могло да промјени њихова мишљења.
Бејкер се повјерио новинарима који су били са њим у авиону: "У читавој својој каријери никада нисам наишао на тако непопустљиве саговорнике".
Након посјете Југославији, свој извјештај предсједнику Бушу поднио је са врло песимистичном процјеном: "Лидери су ми изгледали као мјесечари који који се крећу према саобраћајном удесу и без обзира колико ви гласно викали, они једноставно настављају да се крећу у истом правцу. Имам снажан осјећај да нећемо доћи до озбиљног дијалога о будућности Југославије све дотле док све стране не дођу до већег осјећаја угрожености и опасности. Ми можда нећемо бити у стању да то обезбједимо споља, али и ми и други треба да наставимо да гурамо у том правцу". 
Само четири дана касније парламенти Хрватске и Словеније су прогласили независност, а сутрадан је отпочео рат.
Занимљиво је да је Бејкер неке европске земље, првенствено Њемачку и Аустрију, оптужио да су потајно навијале за оно што је он у Београду покушао да спријечи.